# Тёрн (книга)
«Тёрн» — первая книга цикла «Семь зверей Райлега» популярного российского писателя Ника Перумова, начинающая рассказ о приключениях воина, философа и мага Тёрна, из народа дхуссов в странном плоском мире Райлег.

## Сюжет
Судьба свела вместе трёх жителей мира Райлега. Нэисс — молодая эльфийская волшебница, сбежавшая из плена Некрополиса. Её похитительница Стайни — Гончая Некрополиса, зомбированная при помощи алхимических препаратов. И загадочный Тёрн, по утверждению всех, из народа дхуссов — странник, философ и пацифист.
Тёрн отправился в путь, чтобы найти средство от Гнили — магической напасти, терзающей мир Райлега. Но необходимость помогать слабым все время отвлекает его от миссии. Спасая Нэисс из плена варваров-таэнгов, он вырвал демона-поэта Кройона из его мира. Чтобы излечить Стайни от порчи Некрополиса, нанялся служить алхимику Ксарбириусу. А затем настало время для всей партии искать способ отправить домой демона Кройона. Но этому мешают как раздоры и предательства среди героев, так и преследователи из Ордена Чаши, желающие схватить Тёрна и использовать его для своих опытов.